# Przewrotne

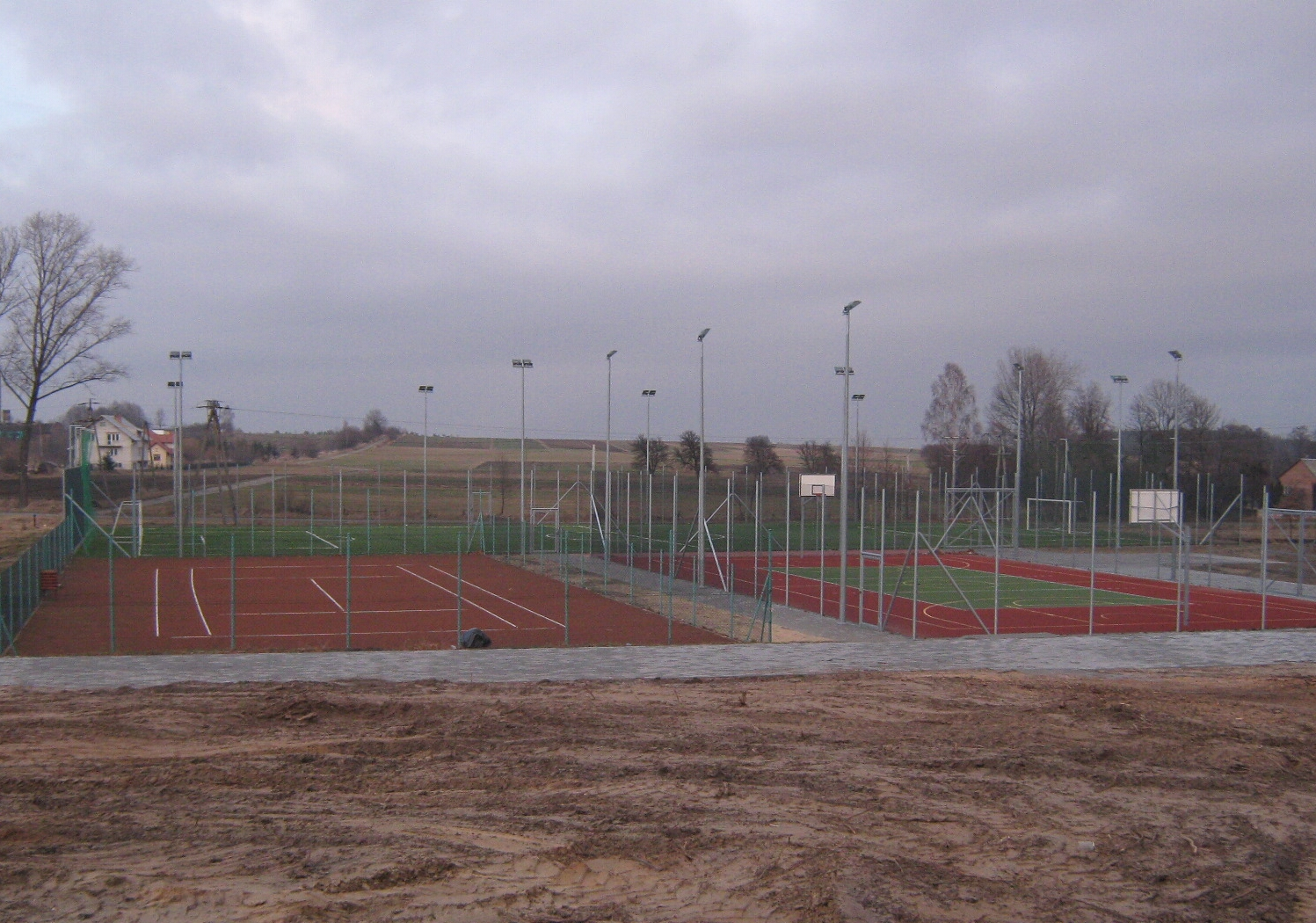
Kort tenisowy i boisko Orlik 2012 w Przewrotnem

Przewrotne – wieś w Polsce, położona w województwie podkarpackim, w powiecie rzeszowskim, w gminie Głogów Małopolski. W administracji kościelnej rzymskokatolickiej miejscowość położona w metropolii przemyskiej, w diecezji rzeszowskiej, w dekanacie Głogów Małopolski, w parafii Przewrotne.
Przez wieś przepływa potok Młynówka, będący dopływem rzeki Zyzogi, która stanowi górny bieg Łęgu.
W II Rzeczypospolitej miejscowość w powiecie rzeszowskim województwa lwowskiego.
13 marca 1943 Niemcy, którym pomagała Ukraińska Policja Pomocnicza, zamordowali tutaj 19 Polaków.
W latach 1954–1972 wieś należała i była siedzibą władz gromady Przewrotne. W latach 1975–1998 wieś administracyjnie należała do województwa rzeszowskiego.
Przewrotne zamieszkiwało w 2010 roku 1728 mieszkańców.
W miejscowości znajduje się jednostka Ochotniczej Straży Pożarnej, zespół szkół, w tym szkoła podstawowa (było gimnazjum), kościół, stadion piłkarski oraz klub piłkarski UKS Przewrotne.
W 2007 roku został oddany do użytku kort tenisowy, a 18 kwietnia 2012 roku boisko Orlik 2012.

## Integralne części wsi
| SIMC    | Nazwa           | Rodzaj    |
| ------- | --------------- | --------- |
| 0650130 | Borek           | część wsi |
| 0650146 | Górka           | część wsi |
| 0650152 | Haracze         | część wsi |
| 0650169 | Komorniki       | część wsi |
| 0650175 | Na Młynie       | część wsi |
| 0650181 | Pode Dworem     | część wsi |
| 0650198 | Północna Strona | część wsi |
| 0650206 | Rogówka         | część wsi |
| 0650212 | Selwy           | część wsi |
| 0650229 | Smoleń          | część wsi |
| 0650235 | Studzieniec     | część wsi |
| 0650241 | Za Cmentarzem   | część wsi |
| 0650258 | Zapole          | część wsi |

## Historia
Pierwotna nazwa tej osady brzmiała Przewrotna. Jest to stara wieś lasowiacka, powstała nie później niż w XVI wieku. Właśnie wtedy utworzono tutejszą parafię.
Wieś wchodziła w skład włości królewskich, w XVIII wieku należała do dóbr starostwa bratkowickiego. Po rozbiorach władze austriackie sprzedały tę wieś w prywatne posiadanie. Ostatnim właścicielem tutejszego majątku był Stanisław Politalski. U schyłku XIX wieku Przewrotne liczyło 284 gospodarstwa. Znajdowały się tu dwa folwarki, cegielnia i gorzelnia.
Pierwszy drewniany kościół pod wezwaniem św. Marii Magdaleny został wybudowany przez P. Korzeniowskiego w 1509 roku, a proboszczem erygowanej w 1533 r. parafii, został ks. Antoni de Niemierza. Niestety nie wiadomo, gdzie świątynia była usytuowana.
13 października 1634 r. biskup Tomasz Oborski konsekrował drugi kościół pod wezwaniem Świętej Trójcy. Był to także kościół drewniany, kryty gontem, ale na murowanym fundamencie. Zbudowany został na planie krzyża, był znacznie większy od poprzedniego i miał bardzo bogaty wystrój. Stał na środku cmentarza, obecnie niegrzebalnego (dolny cmentarz). W czasach swojej świetności posiadał 7 ołtarzy i boczne kaplice.
W 1818 r. ks. Tyrski rozpoczął budowę obecnego, murowanego kościoła parafialnego pod wezwaniem św. Antoniego Padewskiego, a zakończył ją w 1823 r. ks. Antoni Sokalski. Świątynia została konsekrowana 24 czerwca 1859 roku przez biskupa Franciszka Ksawerego Wierzchlejskiego, ordynariusza przemyskiego.

### II wojna światowa

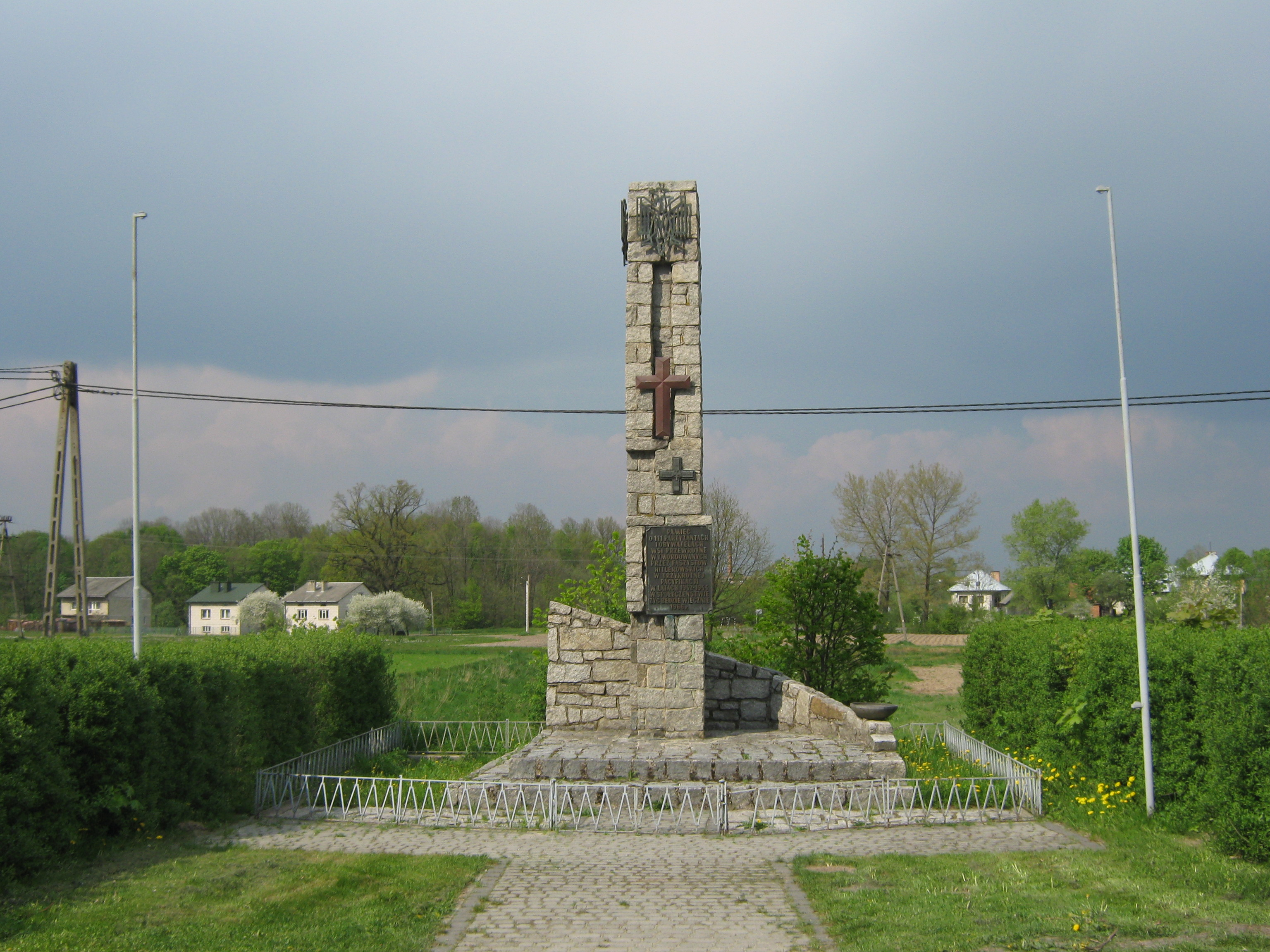
Pomnik ofiar faszyzmu w Przewrotnem

Podczas II wojny światowej na wschód i północ od Przewrotnego działała partyzancka grupa wypadowa „Iskra”. Była to zbrojna organizacja komunistycznej partii PPR, która powstała jesienią 1942 r., w ramach struktur Podokręgu Rzeszów GL. „Iskrą” dowodził Józef Bielenda (od jesieni 1943 r. Jan Paduch). Formalnie nadzór nad nią sprawował Zdzisław Basak „Marian”.
W wyniku zaangażowania miejscowej ludności w ruch oporu Gwardii Ludowej, a także za pomoc udzielaną ukrywającym się Żydom, wieś została czterokrotnie spacyfikowana przez hitlerowców.
1 grudnia 1942 roku dokonali oni pierwszej pacyfikacji wsi, a w 1943 r. trzech kolejnych: 13 marca, 14 marca oraz 9 maja. Podczas ostatniej zbrodni zwłoki ofiar wrzucono do stawu. Mieszkańcy wsi w tym miejscu wybudowali kaplicę, umieszczając na zewnątrz (oraz na budynku szkoły) tablice pamiątkowe.
Podczas wszystkich pacyfikacji miejscowości zostało bestialsko zamordowanych co najmniej 111 osób (w tym kobiety, starcy i dzieci), a wielu innych wywieziono do obozów koncentracyjnych. Spośród wszystkich wywiezionych, życie ocaliły trzy osoby, pozostali zostali zgładzeni w obozie w Pustkowie lub innych obozach.
Dokładna liczba ofiar nie jest znana, ponieważ oprócz mieszkańców wsi zginęły również osoby wysiedlone i ukrywające się, czasami nieposiadające żadnych dokumentów, zamieszkałe w Przewrotnem, których nazwisk i dokładnej liczby nikt nie pamięta.
Przewrotne w tamtym okresie poniosło największe ofiary pośród wszystkich wsi dawnego powiatu rzeszowskiego. Na starym (dolnym) cmentarzu znajdują się zbiorowe mogiły ofiar faszyzmu.
W 1966 r. odsłonięto pomnik ku czci ofiar faszyzmu, a w 1972 r. w uznaniu zasług w walce z wrogiem wieś została odznaczona Orderem Krzyża Grunwaldu II klasy.

#### Osoby zamordowane podczas pacyfikacji w Przewrotnem w trakcie II wojny światowej[18]
1 grudnia 1942
Franciszek Drąg, Józef Drąg, Wojciech Żak, Jan Żak, Franciszek Dziubka, Jan Pomykała.
13 i 14 marca 1943
Andrzej Drąg, Łukasz Drąg, Wojciech Drąg, Jan Wilk, Józef Wilk, Franciszek Warzocha, Franciszek Warzocha, Paweł Warzocha, Szymon Warzocha, Józef Warzocha, Michał Gaweł, Wojciech Brudz, Walenty Brudz, Łukasz Pomykała, Wojciech Pomykała, Antoni Rusin, Adam Klecha, Zofia Klecha, Emilia Klecha, Józef Klecha, Katarzyna Pomykała, Weronika Pomykała, Andrzej Organiściak, Józef Organiściak, Józef Organiściak, Józef Organiściak, Adam Organiściak, Wojciech Organiściak, Tekla Organiściak, Jan Walc, Jan Kopeć, Jan Kopeć, Michał Sondej, Piotr Ozga, Marcin Borkowski.
9 maja 1943
Katarzyna Magda, Jan Wyka, Franciszek Wilk, Ludwik Gut, Franciszek Żmuda, Jan Marszał, Piotr Suszek, Franciszek Rusin, Józef Kus, Anna Pawłowska, Antoni Granat, Józef Tyburski, Andrzej Gola, Paweł Laskorz, Marcin Chuchro, Michał Chuchro, Jakub Jarosz, Stefania Chrząstek, Michał Chrząstek, Kacper Jarochowicz, Stanisław Żak, Franciszek Fila, Paweł Żmuda, Michał Chrząstek.

## Zabytki

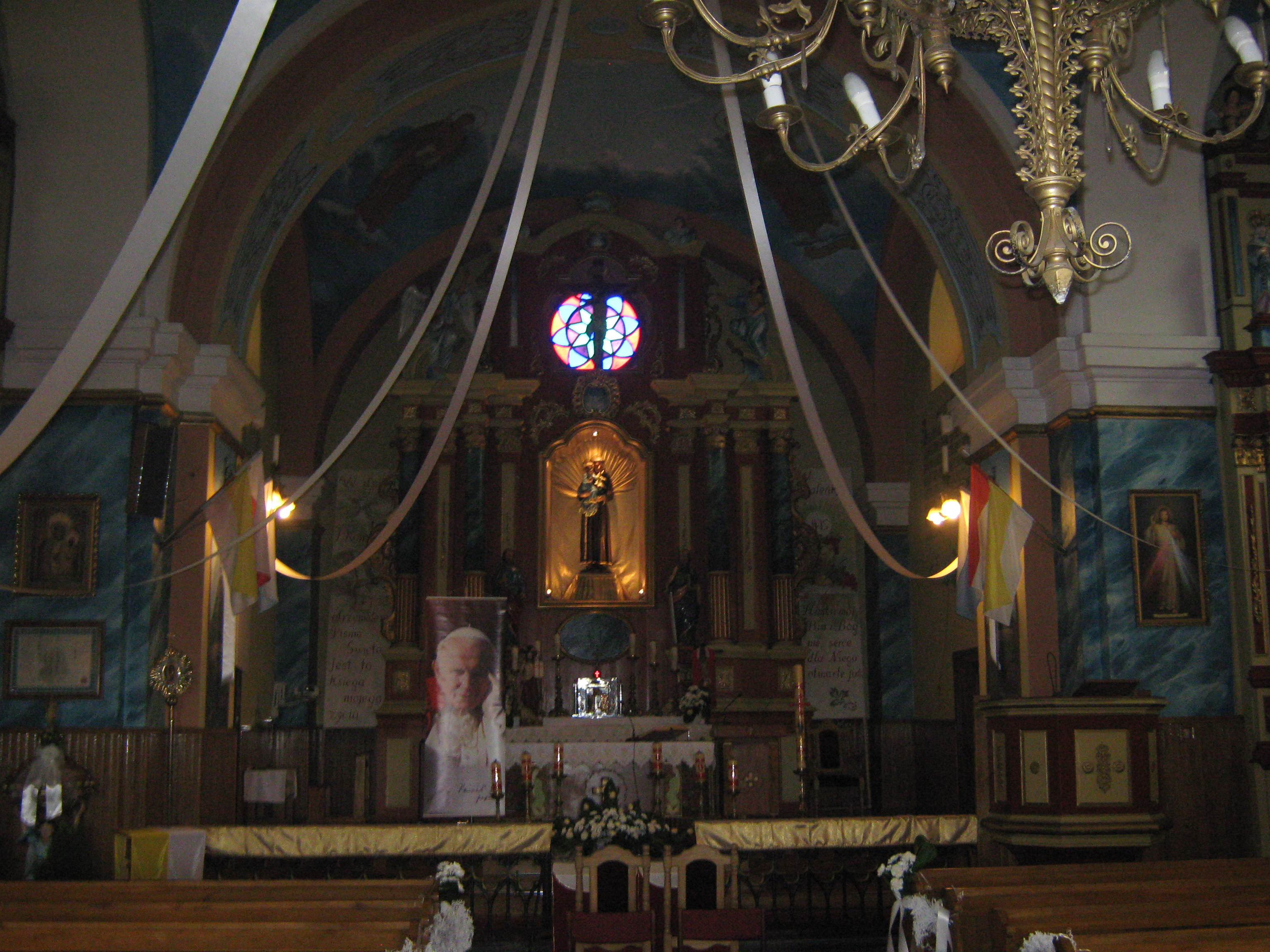
Ołtarz główny kościoła w Przewrotnem

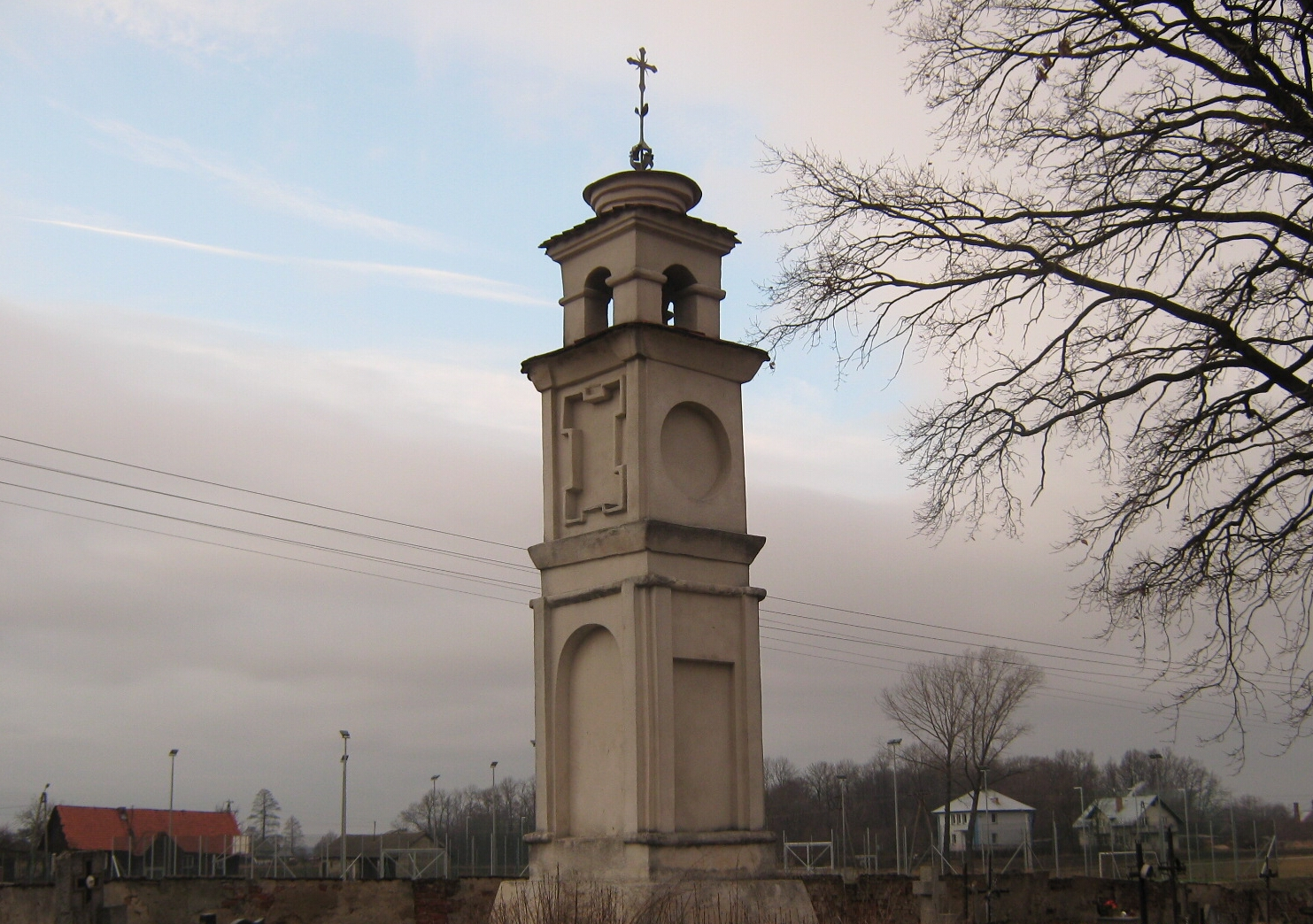
Kapliczka „Latarnia Zmarłych”

### Zespół kościoła parafialnego
nr rej. zabytków A-1047 z 20.09.1979.
Kościół parafialny
Kościół jest trójnawowy, z prezbiterium i zakrystią. Od strony zachodniej zdobi go wieża. Wybudowany jest z cegły i kamienia, w stylu późnoklasycznym, a jego wnętrze jest utrzymane w stylu późnobarokowym. Ogrodzony jest murem z trzema wnękami i kaplicą. Wnętrze kościoła zostało pomalowane w 1968 roku. Na zewnątrz został odrestaurowany w czerwcu 1973 r. W latach 2006–2008 świątynia została poddana renowacji.
Pierwsza posadzka kościoła była ułożona z dużych kamieni, które można jeszcze zobaczyć w dawnej zakrystii. W kościele są 3 ołtarze. W głównym umieszczona jest figura św. Antoniego, patrona świątyni, za zasuwą obraz Świętej Rodziny, po bokach 4 kolumny i rzeźby św. Piotra i św. Pawła.
Dzwonnica
Nieopodal kościoła znajduje się XIX wieczna dzwonnica. W latach międzywojennych zawisły tam trzy dzwony. W czasie II wojny światowej dwa z nich zostały skonfiskowane, a jeden udało się ukryć i ten zaraz po wojnie zawieszono ponownie na dzwonnicy.
Kaplica grobowa
Od strony wschodniej przy kościelnym murze znajduje się, wzniesiona w II połowie XIX wieku kaplica grobowa Politalskich – dziedziców Przewrotnego. W jej wnętrzu zachowała się jedynie mensa ołtarzowa i murowana tablica epitafijna, a pod posadzką znajduje się krypta.

### Kapliczka „Latarnia Zmarłych”
nr rej. zabytków A-1056 z 6.02.1980.
Na starym cmentarzu znajduje się XVII wieczna figura zwana „Latarnią Zmarłych”. Według miejscowej legendy, wzniesiono ją na mogile chłopów poległych w czasie potopu szwedzkiego w walce ze Szwedami lub wojskami Jerzego II Rakoczego.

### Dwór i park krajobrazowy
nr rej. zabytków A-903 z 29.04.1975.

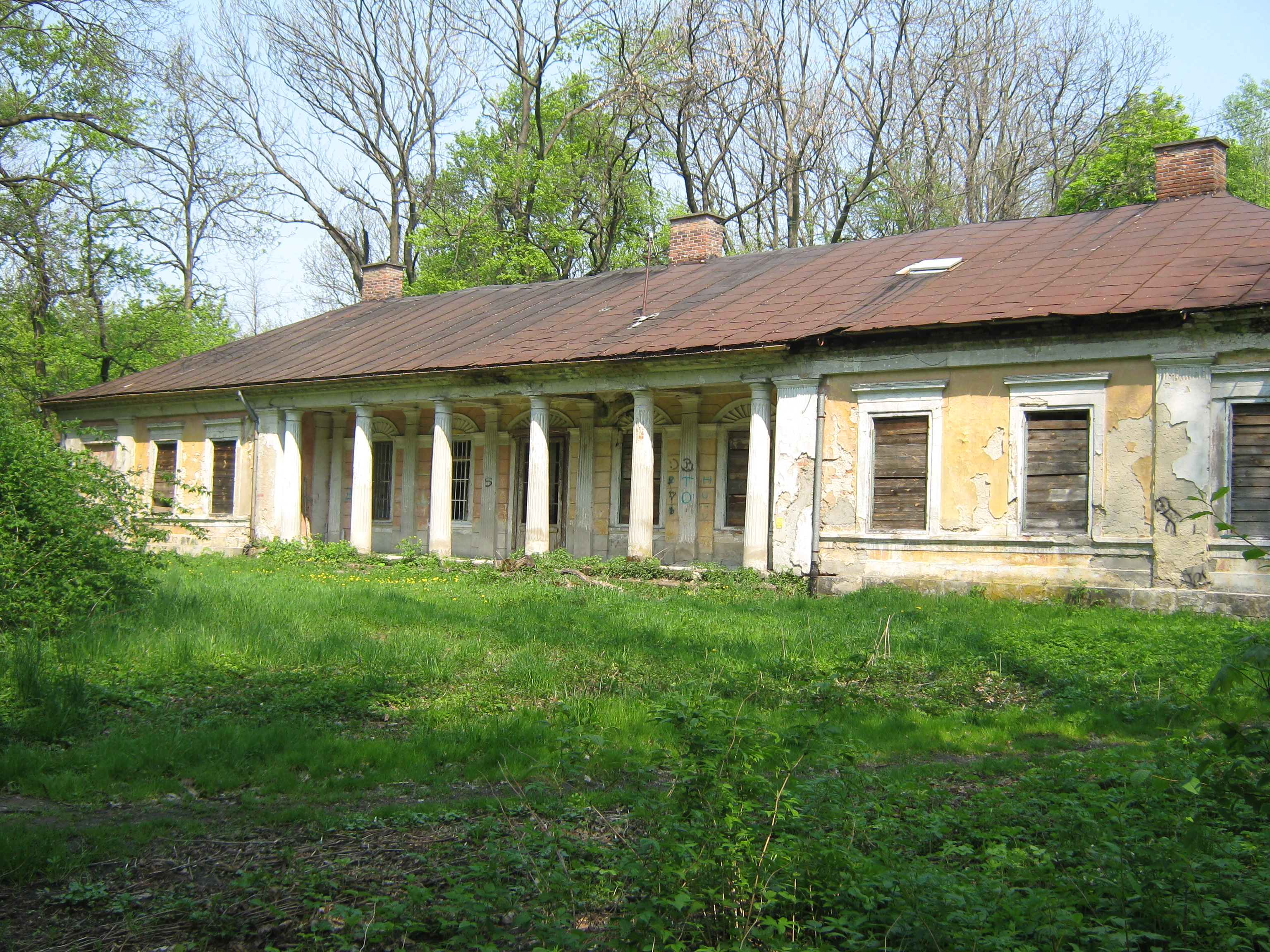
Dwór Politalskich w Przewrotnem (2011)

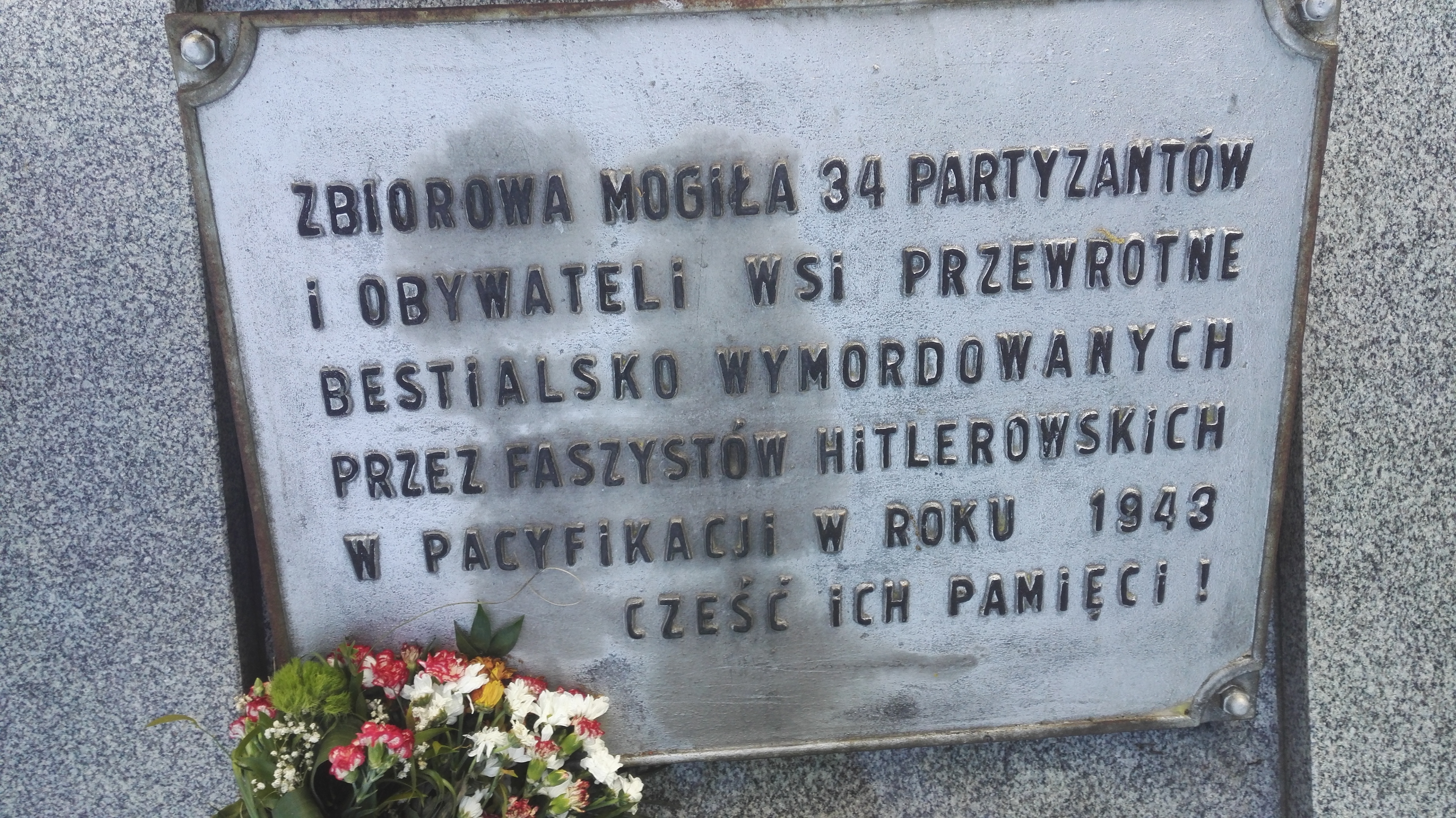
Tablica na jednej z mogił, znajdujących się w Przewrotnem

Klasycystyczny dwór wybudowano przed 1832 rokiem. W 1845 r. właścicielką Przewrotnego została Anna z Dolińskich Politalska. W 1938 r. właścicielem majątku został Kazimierz Marian Politalski. 20 października 1945 r. w wyniku dekretu o reformie rolnej dwór został przejęty na rzecz Skarbu Państwa. Od 1945 r. użytkownikami dworu były instytucje i urzędy: poczta, szkoła, ośrodek zdrowia, gminna rada narodowa. Budynek pełnił również funkcję mieszkalną. Od 1993 r. dwór wraz z parkiem stanowi własność prywatną.
Dwór jest murowany z cegły i otynkowany, na podmurówce z kamienia, częściowo podpiwniczony. Ten parterowy budynek wzniesiono na planie prostokąta. Fasadę wejściową zdobi portyk wsparty na sześciu kolumnach, natomiast elewację tylną, weranda wsparta na czterech drewnianych słupach.
Przed dworem stoi kamienna figura św. Antoniego z 1912 roku, zachowały się też pozostałości betonowej lodowni z lat 20. XX wieku oraz staw. Od strony północnej na skraju parku krajobrazowego, który stanowi otoczenie dworu, znajdują się pozostałości dawnych zabudowań folwarcznych.
Obecnie dwór nie jest użytkowany i znajduje się w złym stanie.

## Kultura
Zespół Pieśni i Tańca „Przewrotniacy” zapoczątkował swą działalność w 1991 roku. Początkowo tworzyło go trzech muzyków ludowych, a z biegiem czasu dołączył do nich zespół śpiewaczy oraz zespół taneczny. W 1998 roku zespół zdobył wyróżnienia na Przeglądzie Zespołów Śpiewaczych w Tyczynie i Ogólnopolskim Konkursie Tańca Ludowego organizowanym przez WDK w Rzeszowie. W 2006 roku prymista kapeli, jako muzyk indywidualny zdobył pierwszą nagrodę w Ogólnopolskim Festiwalu Kapel i Śpiewaków Ludowych w Kazimierzu Dolnym, a cztery lata wcześniej na tej samej imprezie, otrzymał wyróżnienie Ministra Kultury i Dziedzictwa Narodowego w kategorii „muzyk instrumentalista” oraz nagrodę w kategorii „mistrz i uczeń” razem z drugim skrzypkiem kapeli.

Zespół corocznie bierze udział w ogólnopolskim konkursie Zespołów Ludowych Ochotniczych Straży Pożarnych w Krynicy. Koncertował dwukrotnie na Słowacji biorąc udział w festiwalu folklorystycznym rejonu Spiszu „Spisskie Folklorne Slavnosti”.

## Turystyka
- Przez miejscowość przechodzi zielony  szlak turystyczny imienia gen. Władysława Sikorskiego o przebiegu: Bór Głogowski – Przewrotne – Kolbuszowa – Niwiska – Tuszów Narodowy (74 km)[23].